# Theridion gentile
Theridion gentile är en spindelart som beskrevs av Simon 1881. Theridion gentile ingår i släktet Theridion och familjen klotspindlar. Inga underarter finns listade i Catalogue of Life.